# Jung Yong-hwa
Đây là một tên người Triều Tiên, họ là Jung.
Jung Yong Hwa (Hangul: 정용화, phát âm [tɕəːŋ joŋ Hwa], sinh ngày 22 tháng 6 năm 1989) là một nhạc sĩ, ca sĩ, nhà sản xuất và diễn viên nổi tiếng người Hàn Quốc. Tên của anh có thể được viết là YongHwa hoặc Yong Hwa. Jung Yong Hwa ra mắt lần đầu tiên tại Hàn bằng vai diễn "Kang Shin Woo" trong bộ phim Hàn Quốc You're Beatiful được phát sóng vào ngày 07 tháng 10 năm 2009 và tiếp tục thủ vai nam chính "Lee Shin" trong bộ phim truyền hình năm 2011 Heartstrings. Năm 2013, Jung Yong Hwa thủ vai nam chính "Park Se Joo" trong bộ phim truyền hình Marry Him If You Dare. Jung Yong Hwa là trưởng nhóm, giọng ca chính và ghi-ta chính của ban nhạc rock CNBLUE. Anh được xem là một trong những ca sĩ thần tượng có diễn xuất tốt nhất Hàn Quốc.

## Cuộc sống và sự nghiệp

### Cuộc sống ban đầu và trước khi ra mắt
Jung Yong Hwa sinh ngày 22 tháng 6 năm 1989, tại Seoul, Hàn Quốc. Gia đình Yong Hwa bao gồm cha mẹ và một người anh hơn anh 4 tuổi. Anh chuyển đến Busan vào năm 1991 và sống ở đó cho đến trung học, nơi anh bắt đầu sáng tác âm nhạc. Sau khi tham dự kỳ thi vào đại học, anh chuyển về Seoul và gia nhập vào FNC Music. Trong năm 2009, Yong Hwa ở lại Nhật Bản để nghiên cứu âm nhạc với những người bạn cùng nhóm của mình. Trong khi ở đó, họ đã biểu diễn đường phố và phát hành album độc lập.
Trước khi gia nhập công ty và ra mắt trong ngành công nghiệp giải trí, anh đã được biết đến nhờ vẻ ngoài ưa nhìn trên internet với tư cách là một "Ulzzang". Nổi tiếng từ bức ảnh chụp ở khu trượt tuyết do một netizen lấy từ blog cá nhân của anh và đăng tải lên Ulzzang cafe, năm 2008, anh trở thành thành viên thế hệ đầu tiên của BEST NINE SCHOOL ULZZANG (nghĩa là #1 ulzzang), thành viên khác của CNBLUE Lee Jong-hyun, cùn g với Jaehyo của Block B, Lee Joon của MBLAQ, và Himchan của B.A.P, lần lượt là các thành viên thế hệ thứ ba, tư, năm. Anh đã được phát hiện bởi quản lý công ty FNC, người tình cờ nhìn thấy hình ảnh của Yong Hwa tại khu nghỉ mát trượt tuyết trên mạng. Công ty đã liên lạc với anh gần trước kì thi đại học, tuy nhiên anh đã không chấp nhận lời đề nghị vì không muốn trở thành nghệ sĩ. Sau đó, 50 ngày trước kỳ thi đại học, đại diện của FNC đã đến Busan để thuyết phục anh. Yong Hwa đã kể về lời đề nghị với cha mẹ, những người không biết hề biết về chuyện này trước đó. Cha mẹ Yong Hwa đã khuyến khích anh thử rồi quay lại để tiếp tục việc học của mình với suy nghĩ con trai sẽ khó lòng vượt qua được vòng thử giọng vì chưa từng nghe anh hát qua. Yong Hwa đã vượt qua buổi thử giọng và quyết định tham gia công ty với vai trò là ca sĩ chính của ban nhạc sau khi xem xét nguyện vọng ban đầu là công việc kinh doanh, lĩnh vực mà anh tự thấy mình thiếu khả năng. Anh tạm thời gác lại kì thi đại học trước mắt và đã dự thi ở đợt sau.

### Sự nghiệp âm nhạc
Trong tất cả album của ban nhạc CNBLUE, phát hành tại Hàn Quốc hay Nhật Bản, thì cả hai thành viên Jung Yong Hwa và Lee Jong-hyun tham gia sáng tác và viết phần lớn các ca khúc.
Album đầu tiên của Jung Yong Hwa như một thành viên của CNBLUE là Now or never, một mini album được phát hành tại Nhật Bản vào ngày 19 tháng 8 năm 2009 dưới sự quản lý AI Entertainment. Sau đó Yong Hwa sáng tác ca khúc thứ ba Love Revolution và ca khúc thứ tư Just Please.
Jung Yong Hwa ra mắt vai trò ca sĩ của mình cùng ban nhạc rock CNBLUE tại Hàn Quốc vào ngày 14 tháng 1 năm 2010. Bluetory là mini album đầu tiên của CNBLUE có tiêu đề I'm a loner (외톨이 야) đã ngay lập tức trở thành hit tại Hàn Quốc. I'm a loner (외톨이 야) đã đạt No.1 trên tất cả các bảng xếp hạng âm nhạc trực tuyến lớn của Hàn Quốc, và chỉ sau 14 ngày ra mắt, CNBLUE đã giành được chiếc cúp đầu tiên khi đạt No. 1 trên KBS Music Bank (ngày 29 tháng 1 năm 2010). I'm a loner (외톨이 야) vẫn giữ kỷ lục tại Hàn Quốc đạt No.1 trong các mạng lưới bảng xếp hạng âm nhạc truyền hình lớn trong thời gian ngắn nhất. 
Vào ngày 14 tháng 1 năm 2011, Yong Hwa phát hành solo single kỹ thuật số đầu tiên của mình, "For First Time Lovers". Bài hát đã đứng đầu các bảng xếp hạng trong 2 tuần liên tiếp 
Vào ngày 19 Tháng 10 năm 2011, CNBLUE đã ra mắt chính thức ở Nhật Bản với ca khúc Chủ đề Yong Hwa tự sáng tác "In My Head" dưới công ty quản lý Warner Music Nhật Bản. Bài hát "In My Head" cũng được chọn là bài hát kết thúc cho "Supernatural: The Animation".
Anh cũng sáng tác và là thành viên duy nhất của CNBLUE viết 2 ca khúc lớn "Where You Are", được phát hành tại Nhật Bản vào ngày 01 tháng 2 năm 2012. Đĩa đơn đã đứng vị trí số một trong bảng xếp hạng hàng ngày của Oricon với 32.943 bản được bán ra vào ngày đầu tiên và trên bảng xếp hạng hàng tuần với 60.398 bản bán ra trong tuần đầu tiên. Điều này khiến CNBLUE ban nhạc nước ngoài đầu tiên đứng đầu bảng xếp hạng Oricon Singles kể từ ngày 18 tháng 1 năm 1971, khi ban nhạc Canada Mashmakhan phát hành single "Two in the Fog", và làm CNBLUE là ban nhạc nam Hàn Quốc thứ tư trở thành Nam nghệ sĩ xếp hạng số một trong bảng xếp hạng Oricon của tuần, sau Tohoshinki (TVXQ), các thành viên của JYJ (Jaejoong và Yoochun) và Jang Geun Suk.
Vào 14 tháng 1 năm 2013, CNBLUE trở lại với ca khúc chủ đề "I'm Sorry" sáng tác bởi Yong Hwa. "I'm sorry " mô tả tâm trạng sau một cuộc chia tay. Bài hát lập tức đạt #1 tại các bảng xếp hạng khác nhau sau khi mới vừa phát hành đẩy Girls' Generation, Baek Ji-young, và Jung Hyung-don xuống, để đạt được all-kill.

### Sáng tác
Jung Yong Hwa đã viết nhiều bài hát cho CNBLUE và cho các nghệ sĩ khác. Anh đã sáng tác và sản xuất ca khúc "Babo" (dưới 2 phiên bản Hàn và Nhật) như một món quà cho album đầu tay của Juniel, cũng là dưới cùng công ty quản lý FNC với CNBLUE. Anh cũng sáng tác và sản xuất "Love is Only You "cho một nghệ sĩ FNC, nhóm nhạc nữ AOA. Yong Hwa phát hành 17 tác phẩm trong nửa đầu của năm 2012.
Với bộ phim truyền hình Heartstrings, Yong Hwa đã viết nhạc cho một trong những ca khúc chủ đề của phim, "Because I Miss You". Bài hát đã đạt #14 trên Gaon Chart. Anh cũng chịu trách nhiệm sản xuất cho bài hát "Casting Love" sáng tác bởi Jeon Gunhwa, một bài hát OST trong bộ phim "Marry Him If You Dare".
Bài hát thương hiệu Samsung Galaxy "Feel Good", được phát hành chính thức trên Youtube ngày 23 tháng 8 năm 2013 cũng được viết bởi Yong Hwa.
Tài năng trong lĩnh vực sáng tác và sản xuất của Yong Hwa được công chúng biết đến rộng rãi và đánh giá cao. Anh liên tục nằm trong top 10 được bình chọn bởi các thần tượng trong chương trình Weekly Idol của đài MBC. Anh đứng thứ nhất trong cuộc bình chọn "Top 15 nghệ sĩ đa tài nhất" với khả năng ca hát, sáng tác, sản xuất, chơi nhiều loại nhạc cụ cũng như nhiều tài lẻ khác. Anh cũng đứng thứ 3 trong hai cuộc bình chọn "Ngôi Sao Thế giới Tiếp Theo" và "Ngôi Sao Sẽ Thành Công Với Vai Trò Nhà Sản Xuất".

### Sự nghiệp diễn xuất
2009: Jung Yong Hwa đã ra mắt trước nhóm của mình với tư cách là diễn viên, trở thành thành viên đầu tiên của CNBLUE xuất hiện trên màn hình TV. Trong năm 2009, Jung Yong Hwa giành được vai diễn đầu tiên của mình Kang Shin Woo của SBS trong bộ phim You're Beatiful, được phát sóng từ 7 Tháng Mười - 26 Tháng Mười một năm 2009. Là câu chuyện xoay quanh cuộc sống của một nhóm nhạc, Yong Hwa đóng vai trò của tay guitar chính trong ban nhạc thần tượng ANJell cùng với dàn sao Jang Keun-suk trưởng nhóm, Park Shin Hye, và Lee Hongki của FT Island. 
2011: Gần hai năm sau, Jung Yong Hwa đã được chọn vào vai nam chính của bộ phim truyền hình của đài MBC Heartstrings, cùng với Park Shin-hye, một ngôi sao từ You're beautiful, và thành viên cùng ban nhạc Kang Min-hyuk. Bộ phim là một bộ phim tình cảm trẻ trung của Hàn Quốc về tình yêu và ước mơ của nhân vật chính, trong đó lần đầu tiên được phát sóng vào ngày 29 tháng 6 năm 2011.
Jung Yong Hwa cũng đã hát ba ca khúc chủ đề của Heartstrings OST, trong đó có "You've Fallen For Me "," Because I Miss You "(do Yong Hwa sáng tác), và "Comfort Song ". "You've Fallen For Me" đã đứng đầu bảng xếp hạng thường niên năm 2012 tại Nhật Bản.
2013: YongHwa tham gia diễn xuất trong bộ phim Marry Him If You Dare của đài KBS
2014: Jung YongHwa nhận vai Park Dal-Hyang trong drama cổ trang The Three Musketeers của đài tvN, đánh dấu đây bộ phim cổ trang đầu tiên mà cậu ấy tham gia kể từ khi bắt đầu sự nghiệp diễn xuất
2017: Jung Yong Hwa trở lại với diễn xuất, vào vai San Ma-ru trong drama The Package của đài JTBC
2021" Trở về sau khi nhập ngũ từ tháng 3/2018 - 11/2019, Jung Yong Hwa lần đầu tiên trở lại màn ảnh nhỏ trong drama "Sell Your Hauted House"  với vai chính bên cạnh diễn viên Jang na-ra, phát sóng trên KBS. Jung Yong Hwa nhận nhiều lời khen tích cực nhờ thể hiện diễn xuất đa dạng của nhân vật Oh In Bum.

### Các show truyền hình
Sau vai diễn đầu tiên thành công, Jung Yong Hwa đã ký hợp đồng truyền hình tiếp theo cho MBC Sunday Sunday Night chương trình Trung tâm cứu hộ hệ sinh thái Hàn Quốc: Thợ săn, trong đó có bảy MC nổi tiếng, bao gồm Kim Hyun Joong, đi ra ngoài để bắt lợn rừng. Chương trình chiếu vào ngày 06 tháng 12 năm 2009 nhưng đã buộc phải sớm chấm dứt vào giữa tháng 1 năm 2010 do cuộc biểu tình của các nhóm bảo vệ động vật. Sau đó, anh tiếp tục là một trong những MC trên các chương trình thay thế nhà sinh thái, với chủ đề biến đổi khí hậu toàn cầu. Vào tháng 2 năm 2010, anh được kết hợp với Seohyun của Girls' Generation là một phần của một cặp vợ chồng giả, YongSeo Couple (Hangul: 용서 커플), cho chương trình truyền hình nổi tiếng của đài MBC We Got Married. Họ quay tập phim cuối cùng của We Got Married vào ngày 15 Tháng Ba năm 2011. Anh cũng là khách mời thường xuyên của Running Man SBS.
Sự xuất hiện của anh trên các chương trình truyền hình thực tế nhận được nhiều phản ứng tích cực và khen ngợi từ phía công chúng.
Vào hồi đầu năm 2015, khi ra mắt dưới tư cách là một ca sĩ solo với album One Fine Day, anh đã có chương trình thực tế một mình: anh đã xuất hiện trên hologram gồm 4 tập nói về cuộc sống của anh ở công ty và nhà riêng.
Phim truyền hình
| Năm  | Nhà đài | Phim                    | Vai trò        | Ghi chú                  |
| ---- | ------- | ----------------------- | -------------- | ------------------------ |
| 2009 | SBS     | You're Beatiful         | Kang Shin-woo  | Ra mắt vai trò diễn viên |
| 2011 | MBC     | Heartstrings            | Lee Shin       | Vai chính đầu tiên       |
| 2012 | SBS     | A Gentleman's Dignity   | Chính anh      | Khách mời (Tập 13)       |
| 2013 | KBS2    | Marry Him If You Dare   | Park Se-Joo    | Diễn viên chính          |
| 2014 | TvN     | Three Musketeers        | Park Dal Hyang | Diễn viên chính          |
| 2017 | JTBC    | The Package             | San Ma Roo     | Diễn viên chính          |
| 2021 | KBS2    | Sell Your Haunted House | Oh In Bum      | Diễn viên chính          |

Chương trình truyền hình
| Năm                 | Tiêu đề                                                            | Nhà đài | Ghi chú                                                          |
| ------------------- | ------------------------------------------------------------------ | ------- | ---------------------------------------------------------------- |
| 2009–2010           | Sunday Sunday Night – Hunters: Echo House                          | MBC     | Chủ trì                                                          |
| 2010, 2011, và 2012 | Strong Heart (*Mùa 1- tập 17-18, 39-40, 73-74; *Mùa 2- tập 1-2)    | SBS     | Khách mời                                                        |
| 2010                | Let's Go Dream Team! Season 2 (tập 17)                             | KBS2    | Khách mời                                                        |
| 2010                | Win Win (tập 5, 19 và 20)                                          | KBS2    | Khách mời đặc biệt (tập 5), chủ trì (tập 19), Khách mời (tập 20) |
| 2010                | Star Golden Bell (tập 274)                                         | KBS2    | Khách mời                                                        |
| 2010                | Happy Birthday (phát sóng 27/07)                                   | SBS     | Khách mời (với Lee Jung-shin)                                    |
| 2010                | Haha Mong Show (tập 11)                                            | SBS     | Khách mời                                                        |
| 2010–2011           | We Got Married với Seohyun                                         | MBC     | YongSeo Couple                                                   |
| 2011                | Happy Together (tập 156 và 193)                                    | KBS2    | Khách mời                                                        |
| 2010–2011           | Night After Night                                                  | SBS     | Chủ trì (với Daesung, UEE)                                       |
| 2010–2015           | Running Man (tập 7, 11, 17, 35-36, 72-73, 104, 127,129,186 và 242) | SBS     | Khách mời                                                        |
| 2012                | Sponge (phát sóng 06/04)                                           | KBS2    | Khách mời (với Lee Jung-shin)                                    |
| 2012                | Hello                                                              | KBS2    | Khách mời (với Lee Jung-shin)                                    |
| 2012                | Invincible Youth (tập 21-22)                                       | KBS2    | Khách mời (với Lee Jung-shin)                                    |

### MC
| Năm       | Chương trình                    | Nhà đài |
| --------- | ------------------------------- | ------- |
| 2009-2010 | SBS Gayo Daejeon                | SBS     |
| 2010–2011 | Inkigayo                        | SBS     |
| 2012      | SBS Kpop Concert in America'    | SBS     |
| 2012      | KBS Music Bank tại Chile        | KBS     |
| 2012      | KBS Gayo Daechukje              | KBS     |
| 2013      | Golden Disk Awards tại Malaysia | JTBC    |

|-
|2015 || "Inkigayo" || SBS

### Music Video
| Năm  | Music video           | Độ dài | Album                                     | Ghi chú                                    |
| ---- | --------------------- | ------ | ----------------------------------------- | ------------------------------------------ |
| 2012 | "Fool" (Korean: 바보) | 3:57   | My First June (1st mini album) bởi Juniel | Ca khúc "Fool" được sáng tác bởi chính anh |

## Danh sách đĩa nhạc

### Đĩa đơn
| 2011 | "For First Time Lovers" (Banmal Song) | 1  | — | Đĩa đơn kĩ thuật số             |
| 2011 | "You've Fallen for Me"                | 5  | — | Heartstrings OST                |
| 2011 | "Because I Miss You..."               | 14 | — | Heartstrings OST                |
| 2011 | "Comfort Song"                        | —  | — | Heartstrings OST phiên bản Nhật |
| "—" biểu hiện không có mặt tại bảng xếp hạng đó hoặc không phát hành tại khu vực đó. Ghi chú- Billboard K-Pop Hot 100 Chart thành lập vào tháng 8 năm 2011 và Gaon Chart được thành lập vào 2010. Phát hành trước đó sẽ không có dữ liệu trong biểu đồ. |                                       |    |   |                                 |

### Đĩa đơn khác
| 2009 | "Promise" (Lee Hongki đệm Jung Yong Hwa)            | —  | —  | — | You're Beatiful OST |
| 2012 | "Fool" (Juniel đệm Jung Yong Hwa)                   | 46 | 38 | — | My First June       |
| 2013 | "Fool"/"Babo" (bản Nhật) (Juniel với Jung Yong Hwa) | —  | —  |   | JUNI                |
| "—" biểu hiện không có mặt tại bảng xếp hạng đó hoặc không phát hành tại khu vực đó. Ghi chú- Billboard K-Pop Hot 100 Chart thành lập vào tháng 8 năm 2011 và Gaon Chart được thành lập vào 2010. Phát hành trước đó sẽ không có dữ liệu trong biểu đồ. |                                                     |    |    |   |                     |

## Giải thưởng và đề cử
| Năm  | Giải thưởng               | Thể loại                                     | Đề cử                                     | Kết quả      | Ghi chú |
| ---- | ------------------------- | -------------------------------------------- | ----------------------------------------- | ------------ | ------- |
| 2009 | SBS Drama Awards          | Giải ngôi sao mới                            | You're Beautiful                          | Đoạt giải    | [ 36 ]  |
| 2010 | MBC Entertainment Awards  | Giải nghệ sĩ yêu thích                       | We Got Married (với Seohyun của SNSD)     | Đoạt giải    | [ 37 ]  |
| 2010 | SBS Entertainment Awards  | SBS Variety New Star Award                   | Inkigayo                                  | Đoạt giải    | [ 38 ]  |
| 2010 | 3rd Korea Drama Awards    | Giải nghệ sĩ yêu thích                       | You're Beautiful                          | Đoạt giải    |         |
| 2011 | 3rd Melon Music Awards    | Giải phong cách âm nhạc OST                  | "You've Fallen For Me" (Heartstrings OST) | Đề cử        |         |
| 2011 | MBC Drama Awards          | Giải diễn viên mới                           | Heartstrings                              | Đề cử        |         |
| 2012 | 48th Paeksang Arts Awards | Giải nghệ sĩ yêu thích                       | Heartstrings                              | Đề cử        |         |
| 2012 | 1st K-Drama Star Awards   | Giải thưởng ngôi sao Hallyu                  | Heartstrings                              | Đoạt giải    |         |
| 2013 | KBS Drama Awards          | Giải cặp đôi đẹp nhất với Han Chae-ah        | Marry Him If You Dare                     | Chưa công bố | [ 39 ]  |
| 2021 | KBS Drama Awards          | Giải Excellence Award, Actor in a Miniseries | Sell Your Haunted House                   | Đoạt giải    |         |
| 2021 | KBS Drama Awards          | Giải Top Excellence Award, Actor             | Sell Your Haunted House                   | Đề cử        |         |

1. Khi đóng phim You're beautiful và Heartstrings với Park Shin Hye, fan hâm mộ yêu thích YongShin couple
2. Khi quay show We got married với Seohyun, Yong Seo couple vô cùng nổi tiếng và đã có một số tin đồn về chuyện hẹn hò của hai người. Tuy nhiên, Yong Hwa đã nhiều lần lên tiếng phủ nhận và nói rằng họ chỉ là bạn bè của nhau mà thôi!